# François Georges-Picot
François Marie Denis Georges-Picot (París, 21 de desembre de 1870 – París, 20 de juny de 1951) va ser un diplomàtic i advocat francès qui va negociar els Acords Sykes-Picot amb l'advocat britànic, Sir Mark Sykes entre novembre de 1915 i març de 1916 prèviament a ser signat oficialment el 16 de maig de 1916. Va ser un tractat secret que va proposar que, quan es fes la partició de l'Imperi Otomà després d'una hipotètica victòria per part de la Triple Entesa (el Regne Unit, França i, més tard, Rússia i Itàlia), es dividirien entre ells els territoris àrabs.

## Família
Fill de l'historiador Georges Picot i besoncle de l'ex-president francès Valéry Giscard d'Estaing, es va casar amb Marie Fouquet a París l'11 de maig de 1897 i van tenir tres fills: Jean Georges-Picot, Élisabeth Georges-Picot (1901 - 1906) i Sibylle Georges-Picot. La seva neta Olga Georges-Picot va actuar en la pel·lícula Xacal.

## Biografia
Picot es va graduar en dret i es va convertir en advocat del Tribunal d'apel·lació de París en 1893. Es va convertir en diplomàtic en 1895 i es va agregar a la Directiva de Política en 1896. Es va convertir en secretari de l'ambaixador a Copenhaguen i a Pequín abans de ser nomenat cònsol-general de França a Beirut una mica abans del començament de la Primera Guerra Mundial.
Després se'l va enviar al Caire, on va mantenir bones relacions amb els maronites del Líban. A l'estiu de 1915 el Ministeri d'Afers Exteriors de França el va cridar de tornada a París. Com un membre del partit colonial francès va advocar per a un grup petit que recolzava un mandat francès de Síria durant les negociaiones de l'Acord Sykes-Picot i una «Síria integral», des de Alexandreta (a la Turquia actual) al Sinai i des de Mossul fins a la costa Mediterrània).
Se'l va nomenar alt comissionat a Palestina i Síria entre 1917 i 1919 (després a Síria i Cilícia), ministre plenipotenciari el 1919, alt comissionat de Bulgària en 1920 i ambaixador a l'Argentina.